# 安布賽德
安布賽德（Ambleside）是英國的一座城鎮，位於西北英格蘭的坎布里亞郡。在歷史上安布賽德則屬於威斯特摩蘭。安布賽德位於英格蘭最大的湖泊文德米爾湖的最北部，是湖區國家公園的一部分。安布賽德是湖區內重要的旅遊城鎮，市內有眾多旅遊景點，最著名的有橋上小屋（Bridge House）、坎布里亞大學、聖瑪麗教堂以及眾多的酒吧。

## 外部連結
- Windermere and Troutbeck (including Bridge House) information at the National Trust